# La Plata, Maryland
La Plata [ləˈpleɪtə] är en stad i den amerikanska delstaten Maryland med en yta av 18 km² och en folkmängd som uppgick till 8 753 invånare år 2010. La Plata är administrativ huvudort i Charles County.